# Cratone dell'Europa Orientale
Il cratone dell'Europa Orientale è una grande unità geologico-strutturale di 5.500.000 km2 che costituisce il basamento roccioso della porzione settentrionale ed orientale dell'Europa. Geograficamente corrisponde alla Penisola scandinava, al Mar Baltico e al Bassopiano Sarmatico.
Composto da rocce cristalline del Proterozoico e dell'Archeozoico, tra le quali le più antiche risalgono a 3,5 miliardi d anni, ha subito gli ultimi episodi deformativi 1,0 miliardi di anni fa.

## Estensione
Il margine orientale del Cratone dell'Europa Orientale, è segnato dall'orogene ercinico dei monti Urali, formatisi nel Paleozoico dallo scontro tra placca Baltica e placca Siberiana. 
Al margine meridionale del cratone la crosta viene sepolta sotto spessi strati di sedimenti del Fanerozoico e le falde generate dall'orogenesi alpina (Carpazi, Monti di Crimea, Caucaso).
Il confine sud-occidentale è conosciuto come zona di sutura Trans Europea o linea di Tornquist e separa il Cratone dell'Europa Orientale dagli orogeni Caledoniani ed Ercinici dell'Europa occidentale, che lo sormontano.
Al margine nord-occidentale del cratone si sovrappongono le catene a pieghe dell'orogene Caledoniano (Alpi scandinave) del Paleozoico inferiore.

## Struttura
Lo spessore della litosfera varia notevolmente, tra 120 km nella Russia meridionale, 150–200 km in Ucraina, fino a 250 km nella Russia nord-occidentale, con estreme fluttuazioni nello spessore crostale.
Il cratone si compone di tre blocchi di crosta terrestre: Fennoscandia, Volgo-Uralia e Sarmazia.
- Fennoscandia è il blocco situato a NW, comprende lo scudo Baltico. Corrisponde al nucleo della proto placca Baltica e si è assemblato da diversi frammenti crostali durante una serie di orogenesi nel corso dell'Archeozoico e del Proterozoico:

1. orogenesi di Kola
2. orogenesi di Belomore e orogenesi di Carelia (da 2,0 a 1,9 Ga), documentate nella Finlandia orientale e nella Russia nord-occidentale.
3. orogenesi svecofennide (da 2,0 a 1,6 Ga), documentata nella Svezia orientale e nella Finlandia meridionale.
4. orogenesi Gotica (da 1,77 a 1,5 Ga), documentata nella Svezia centrale e meridionale.
5. orogenesi sveconorvegese (1,05 a 0,9 miliardi anni), documentata nella Norvegia meridionale e nella Svezia meridionale.

- Sarmatia o Scizia è il blocco situato a S, è composta da crosta Archeana. Durante il tardo Paleozoico la formazione della cintura orogenica del Donbass, parte dell'aulacogeno del Pripjat-Dnepr-Donec, ha diviso la crosta del blocco della Sarmatia in scudo Ucraino a SW e massiccio del Voronezh ad E, costituiti da crosta Archeana datata 3,2-3,8 Ga.
- Volgo-Uralia è il blocco situato a E. Essendo ricoperta da una spessa coltre di sedimenti non presenta rocce del basamento affioranti in superficie, ma grazie alle perforazioni di pozzi profondi si è potuto stabilire come sia composta principalmente da rocce archeane.

Le cinture orogeniche tra i blocchi sono del Neoproterozoico, datate 2,3-2,1 Ga.
Al margine orientale del cratone sono inoltre presenti bacini di avanfossa (Depressione Pericaspica e Bacino della Pečora) associati all'orogenesi Uraliana.
Il cratone ha subito episodi di rifting ampiamente documentati nel Proterozoico e nel Paleozoico, gran parte dei quali sono stati originati da antiche risalite di pennacchi dal mantello terrestre profondo, che hanno lasciato tracce come fosse tettoniche (aulacogeno del Pripyat e aulacogeno Dnepr-Donec).

## Litologia superficiale

### Il basamento
Il basamento, formato da scisti cristallini e graniti, affiora solo nella porzione nord-occidentale del cratone, in corrispondenza dello scudo baltico, e in quella sud-occidentale, in corrispondenza dello scudo ucraino o di Azov-Podolia (0,256 milioni di km2); inoltre si trova ad una profondità ridotta in corrispondenza del massiccio (o scudo) di Voronezh, dove i giacimenti di minerali ferriferi del precambriano sono associati all'anomalia magnetica di Kursk.

### La copertura sedimentaria
La caratteristica fisiografica più notevole del Cratone dell'Europa Orientale è la spessa copertura di rocce sedimentarie (e in parte vulcaniche) che caratterizza la sua parte orientale e meridionale: il tavolato Russo o piattaforma Sarmatica che copre un'area di circa 3 milioni di km2.
La successione di strati è spessa 1–2 km in corrispondenza della Sinclinale di Mosca e nella regione del Volga, e oltre 5 km nell'aulacogeno del Dniepr-Donez e nella depressione pericaspica.
Il tavolato presenta zone più elevate o più depresse in corrispondenza rispettivamente alle strutture anticlinali (di Bielorussia-Masuria, di Voronež e Volgo-Uralica), e a quelle sinclinali (Peribaltica, di Podlasia, di Mosca, del Mar Nero).
Si è deposto a partire dal Rifeano (Proterozoico medio-superiore) ma i sedimenti più recenti sono del Cenozoico.
 
Le rocce del Paleozoico che coprono le parti nord-occidentale, centrale e nord-orientale del complesso sono sia di origine marina (Cambriano, Ordoviciano, Siluriano, Devoniano superiore, Carbonifero medio e superiore, Permiano inferiore) che continentale (Devoniano medio, Carbonifero inferiore del Bacino Carbonifero di Mosca, Permiano superiore).

I depositi del Mesozoico coprono la zona centrale (sedimenti marini del Giurassico), meridionale (sedimenti marini del Cretaceo), e sud-orientale della piattaforma.

Nella parte meridionale della piattaforma sono presenti anche depositi del Paleogene e del Neogene.

## Geologia mineraria
Alle rocce del basamento sono associate pegmatiti collegate a depositi di ferro (Bacino ferrifero di Kryvyj Rih, Anomalia magnetica di Kursk, Kostomuksha in Carelia, Kiruna in Svezia e altri), di nichel, rame, titanio, mica e di apatite (Hibinski nella penisola di Kola ed altri).
Sono associati ai sedimenti paleozoici depositi di bauxite (regione di Leningrado), scisti bituminosi (Estonia e regione di Leningrado), idrocarburi (provincia petrolifera e gassifera Volgouralica, bacino del Pripjat e Dnepr-Donec), e carbone (bacino carbonifero del Dnepr-Donec) dove i depositi del Carbonifero raggiungono spessori notevoli.
Ai depositi mesozoici che coprono la depressione (o sinclinale) pericaspica (bacino dell'Emba), sono associati giacimenti petroliferi di grandi dimensioni.
Infine alla genesi dei depositi neozoici sono collegati depositi di manganese (città di Nikopol).
Alle rocce della copertura sedimentaria sono associati depositi di idrocarburi (provincia petrolifera e gassifera del Baltico-Pereddobrudska), e giacimenti minerari: sali potassici (bacino salifero di Verhnokamskyy (kama superiore), bacino di sali potassici del Pryp"jat' ecc), carbone fossile (bacino carbonifero del Donec, bacino di Leopoli-Volinia, bacino lignitifero di Mosca), fosfati, ferro e metalli rari; calcare e dolomite; acque minerali.